# مضيق تشاثام

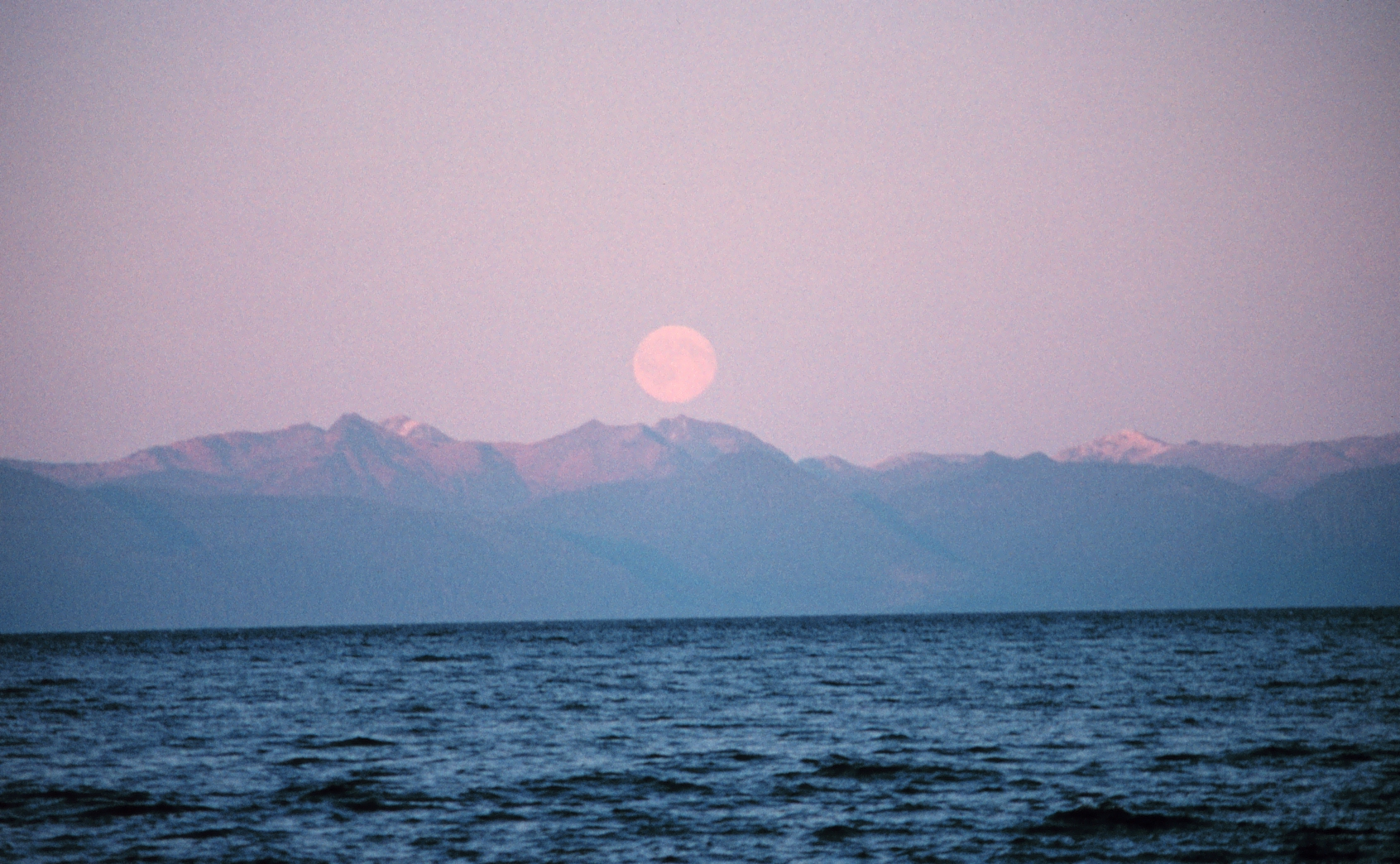
طلوع القمر في مضيق تشاثام

مضيق تشاثام هو ممر ضيق لأرخبيل ألكسندر في المنطقة الجنوبية الشرقية من ولاية ألاسكا الأمريكية. وهي تفصل جزيرة تشيكاغوف وجزيرة بارانوف إلى الغرب عن جزيرة أدميرالتي وجزيرة كويو إلى الشرق. يبلغ طوله 150 ميل (240 كم) ويمتد جنوبًا من تقاطع المضيق الجليدي وقناة لين إلى البحر المفتوح. المضيق عميق ويبلغ عرضه من 5 إلى 16 كيلومتر (3 إلى 10 أميال).

## التسمية
تم تسمية الجزء الجنوبي من المضيق باسم إنسينادا ديل برينسيبي في عام 1775 من قبل خوان فرانسيسكو دي لا بوديغا إي كوادرا. في عام 1786 أطلق عليه لا بيروس اسم خليج تشيريكو، وفي عام 1789 أطلق عليها تاجر الفراء جيمس كولنيت اسم كريستيان ساوند. أطلق عليه تجار الفراء الأوائل الآخرون اسم مضيق منزيس. حصل على اسمه الحالي في عام 1794 عندما أطلق عليه جورج فانكوفر اسم مضيق تشاثام تكريمًا لوليام بيت، حيث كان رئيس وزراء بريطانيا العظمى.